# 9609 Ponomarevalya
9609 Ponomarevalya eller 1992 QL2 är en asteroid i huvudbältet som upptäcktes den 26 augusti 1992 av den ryska astronomen Ljudmila Tjernych vid Krims astrofysiska observatorium på Krim. Den är uppkallad efter Valentina Ponomarjova.
Asteroiden har en diameter på ungefär 12 kilometer och den tillhör asteroidgruppen Eos.